# Plaža Havaji
Havaji je naziv za popularno kupalište i plažu u Orašcu u Dubrovačko - neretvanskoj županiji.
Plaža se nalazi podno stijena i mjesnog auto-kampa, a do nje vodi uska zavojita cesta od autobusne postaje mjesta Orašac u smjeru juga. Omiljeno je kupalište mještana i gostiju iz Dubrovnika te brojnih turista. S plaže se pruža prelijep pogled na susjedne Elafitske otoke.
Plaža je dijelom betonska (uz malo pristanište za brodove), dijelom stjenovita (prema šljunčanom dijelu plaže), a dijelom šljunčana. Uz pristanište je dubina mora do 3 metra, a na šljunčanom dijelu je od pola metra na udaljenosti od dva metra od obale, pa do oko 2 metra na udaljenosti od desetak metara od obale. Šljunčani dio plaže je pogodan za obitelji s djecom. Dno mora je šljunčano.
Na Havajima postoje kafić i pizzerija te sanitarni čvor. Tijekom ljetnih mjeseci uz pristanište su privezana vaterpolska vrata. Ostalih sadržaja nema.